# Renton Football Club
El Renton Football Club fue un club de fútbol de Escocia, con sede en Renton. Fue fundado en 1872 y desapareció en 1922.

## Historia
Fue fundado en el año 1872 en la ciudad de Renton, Escocia en los años en los que el fútbol en el país comenzaba a ser organizado y eran uno de los clubes líderes en el proceso junto al Dumbarton F.C. y Vale of Leven FC (formados el mismo año), así como uno de los miembros fundadores de la Scottish Football Association en 1873.
Ese mismo año disputaron la primera edición de la Copa de Escocia, debutando el 18 de octubre de 1873 ante el Kilmarnock FC en Crosshill, Glasgow con victoria de 2-0. En ese torneo fueron eliminados en las semifinales por el Queen's Park FC, equipo que terminó como el campeón del torneo.
En la década de los años 1880s se convirtieron en uno de los equipos más poderosos de Escocia, ganando la Copa de Escocia en 1885 venciendo en la final a Vale of Leven FC 2-0, ganando la copa posteriormente en 1888 ante el Cambuslang FC 6-1, siendo la victoria más abultada en una final de la Copa de Escocia. En la temporada de 1886/87 participaron por primera vez en la FA Cup, en la que llegaron a la tercera ronda eliminados por el Preston North End F.C. 0-2.
En 1888 disputaron la Football World Cup ante el West Bromwich Albion F.C. en el llamado partido para ver cual club era el mejor del mundo entre los campeones de copa de Inglaterra y Escocia, trofeo que se disputó por única ocasión y que ganó el Renton.
En 1890 fue uno de los 11 equipos fundadores de la Scottish Football League, debutando en la liga en la temporada de 1890/91, aunque fueron suspendidos de la liga por jugar un partido amistoso ante el Edimburgh Saints por reclamos de profesionalismo hacia el Renton. La suspensión le fue levantada un año más tarde luego de que el profesionalismo del fútbol estuviera en proceso de crecimiento lo que en Escocia en esos años era ilegal porque se decía que los equipos de pueblos pequeños no podía participar en la liga por los limitados recursos con los que contaban y que los clubes de ciudades grandes salían beneficiados.
En la temporada 1893/94 fue la primera en la que el profesionalismo fue declarado legal, pero el Renton fue relegado a la Segunda División y nunca volvió a la máxima categoría, pero continuaron en problemas legales, primero en la temporada 1894/95 fallaron en el cumplimiento de los permisos para viajar a un partido ante el Dundee Wanderers FC de manera consiente porque prefirieron ese mismo día enfrentar al Queen's Park F.C. por recibir más dinero. En esa temporada no descuidaron la Copa de Escocia, alcanzando la final y la perdieron 1-2 ante el St. Bernard's FC.
Posteriormente comenzaron los problemas financieros, aumentando luego de la poca asistencia a los partidos y que los dueños tenían pensado trasladar la sede del club a Glasgow, terminando su presencia en la liga en la temporada 1897/98 por carecer de garantías financieras, con lo que el Hamilton Academical F.C. tomó su lugar en la liga.
El club continuó participando en torneos amateur como la Western League hasta que desaparecieron al terminar la temporada de 1921/22, aunque intentaron entrar a la Copa de Escocia en la temporada 1922/23, pero fracasaron. El club disputó tres temporadas en la máxima categoría, aunque principalmente tuvieron derrotas.

### Nuevo Renton
En el año 2008 se hizo un intento por revivir al club en la Glasgow Sunday Amateur Football League, incluso consiguieron apoyo de patrocinadores y juegan cerca del Tontine Park, sede del equipo original, juegan con el mismo uniforme.

## Palmarés

### Torneos nacionales
- Copa de Escocia (2): 1884-85, 1887-88

### Torneos locales
- Dunbartonshire Cup (5): 1886-87, 1895-96, 1907-08, 1908-09, 1913-14
- Glasgow Merchants' Charity Cup (4): 1885-86, 1886-87, 1887-88, 1888-89